# میلسانز پوینت (نیو ساوت ولز)
میلسانز پوینت (به انگلیسی: Milsons Point) یک حومه شهر در استرالیا است که در نیو ساوت ولز واقع شده‌است.